# John Piper (artista)
John Egerton Christmas Piper, meglio conosciuto come John Piper (Epsom, 13 dicembre 1903 – Fawley Bottom, 28 giugno 1992), è stato un artista britannico.

## Biografia

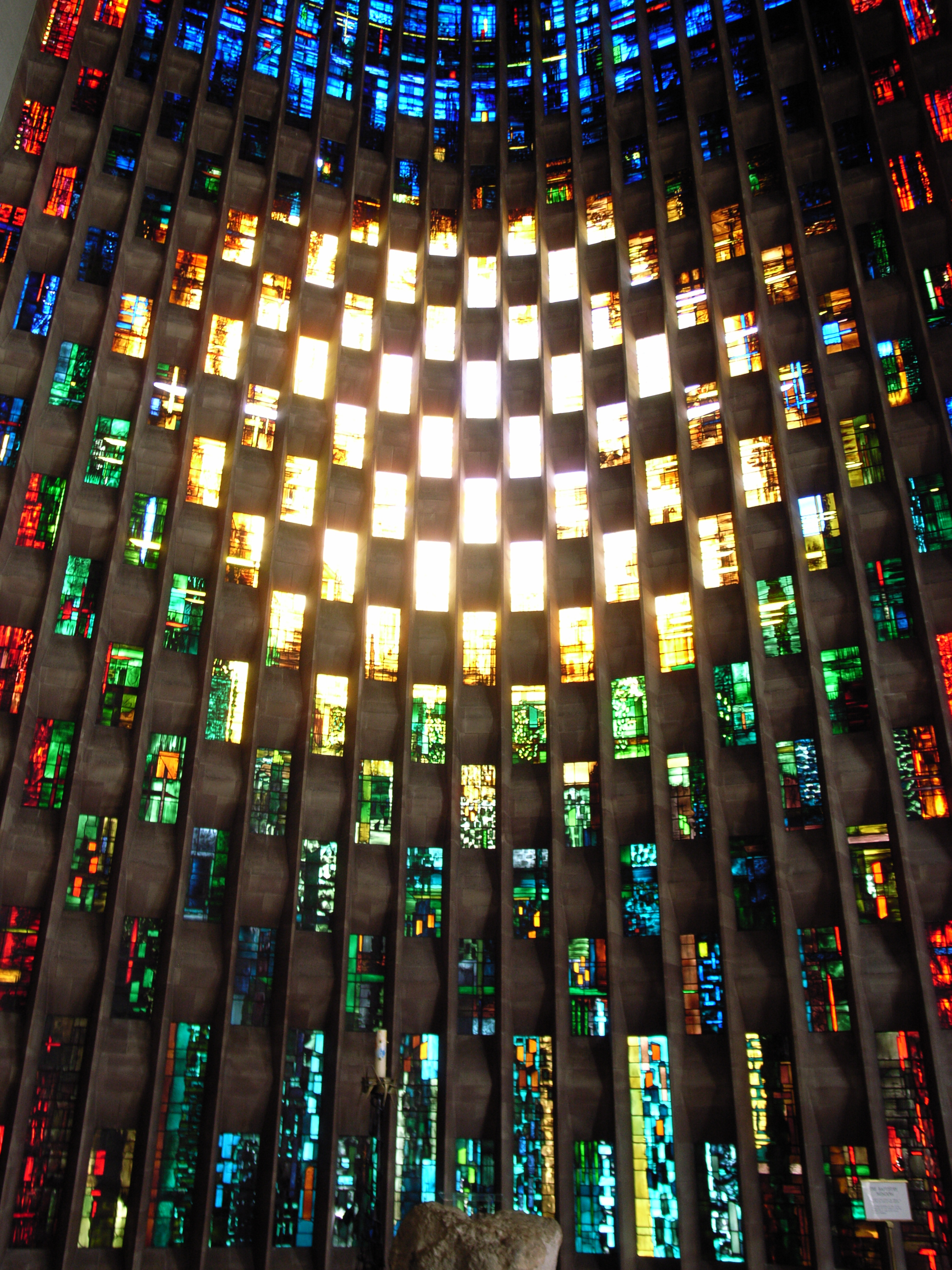
Battistero della cattedrale di Coventry (particolare)

Piper nacque nel 1903 da Charles Alfred Piper e Mary Ellen Matthews, ed era il più giovane dei suoi fratelli. Nel 1926, il futuro artista interruppe gli studi di legge per dedicarsi a tempo pieno all'arte, e si iscrisse alla Richmond School of Art e al Royal College of Art di Londra, ove fu allievo dello scultore Henry Moore. Tra il 1928 e il 1933, Piper scrisse recensioni d'arte su giornali e riviste come The Listener e The Nation, ove recensì artisti come William Coldstream, Ivon Hitchens, Victor Pasmore e Ceri Richards.
Le prime opere di Piper erano paesaggi. Nel 1933, anno di un suo soggiorno a Parigi, egli scoprì l'arte di Georges Braque, Fernand Léger e Jean Hélion, e si dedicò alla creazione di opere di arte astratta che risentono gli influssi del costruttivismo fra cui Abstract Painting (1935). In seguito a questa fase, perdurata dal 1934 al 1937, Piper si avvicinò al realismo neoromantico inglese, di cui divenne il principale esponente assieme a Paul Nash e Graham Sutherland. Durante la sua carriera, Piper realizzò principalmente paesaggi e vedute architettoniche fortemente emotive e cariche di valori soggettivi. Questo interesse nei confronti dell'architettura accrebbe ulteriormente a partire dal 1938, come confermano i suoi dipinti, le fotografie, e gli scritti sulla critica dell'architettura risalenti a quel periodo.
Nel frattempo, fra il 1935 e il 1937, curò la rivista trimestrale Axis, dedicata all'arte astratta, assieme a Myfanwy Piper. Nel 1937, i due si sposarono ed ebbero due figli: Edward Piper, divenuto pittore e fotografo, e Sebastian Piper, un pittore e musicista.
Durante la seconda guerra mondiale, John Piper prestò servizio in qualità di "artista di guerra" e realizzò tele di edifici distrutti dai bombardamenti. Nel dopoguerra tornò a dipingere paesaggi urbani misteriosi e inquietanti come, ad esempio, End of Glyder Mountain (1950).
Dal 1937 realizzò varie scenografie per opere teatrali come quelle di Benjamin Britten (per il quale la moglie di Piper scrisse alcuni libretti), e realizzò cartoni per vetrate, come quelli delle cattedrali di Coventry (1958) e Liverpool (1967).
John Piper venne anche insignito dell'Ordine dei Compagni d'Onore. Piper morì nel 1992 nel villaggio di Fawley Bottom, nel Buckinghamshire.

## Galleria d'immagini

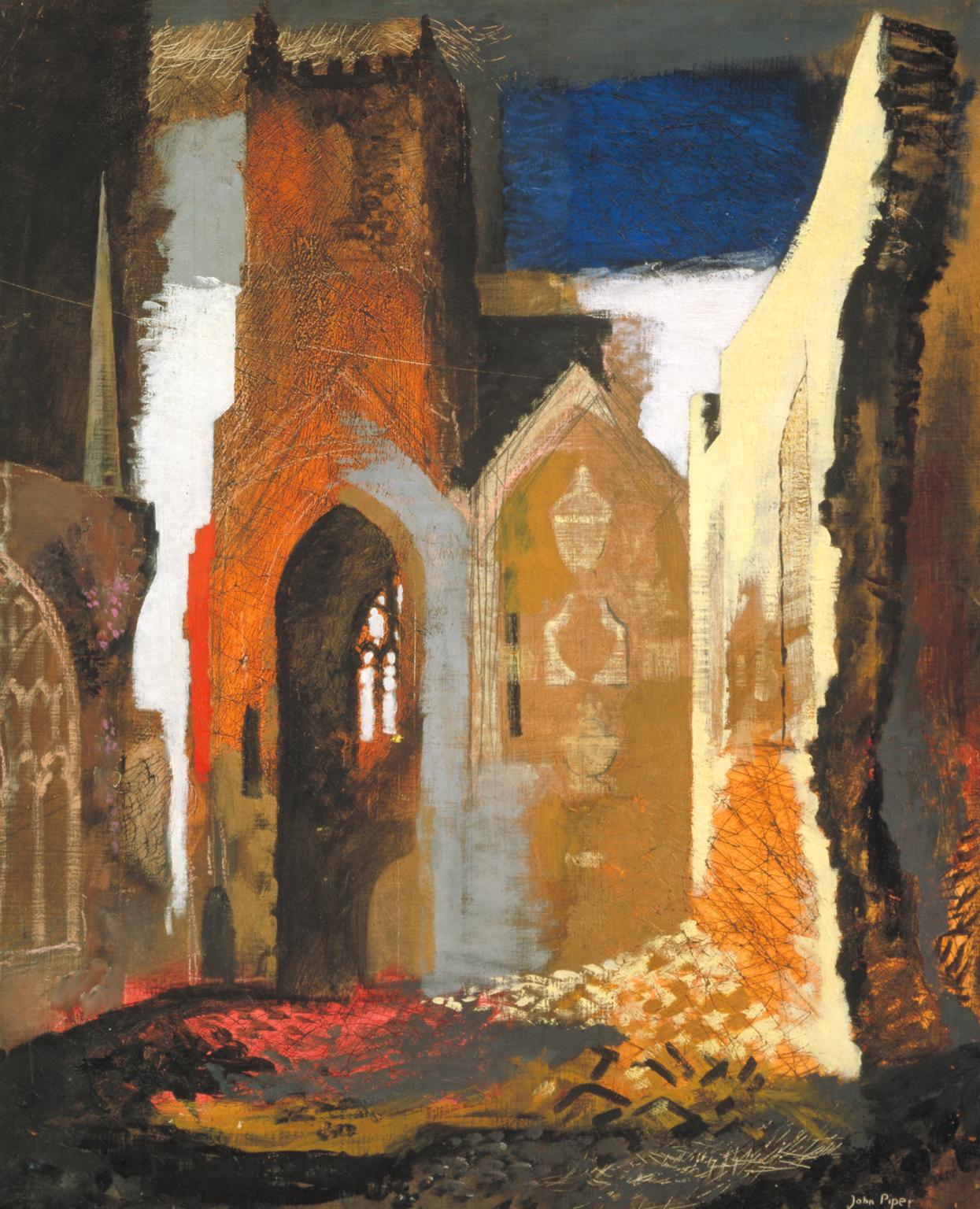
St Mary le Port, Bristol (1940)
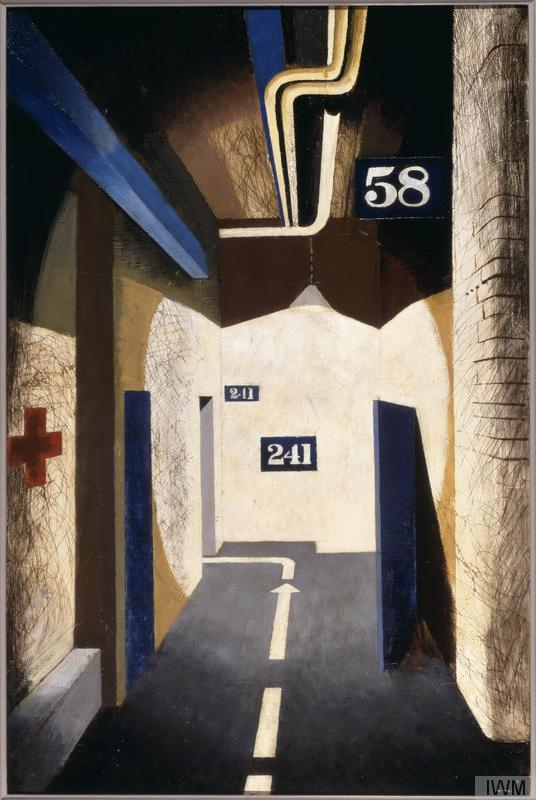
The Passage to the Control-room at South West Regional Headquarters (1940)
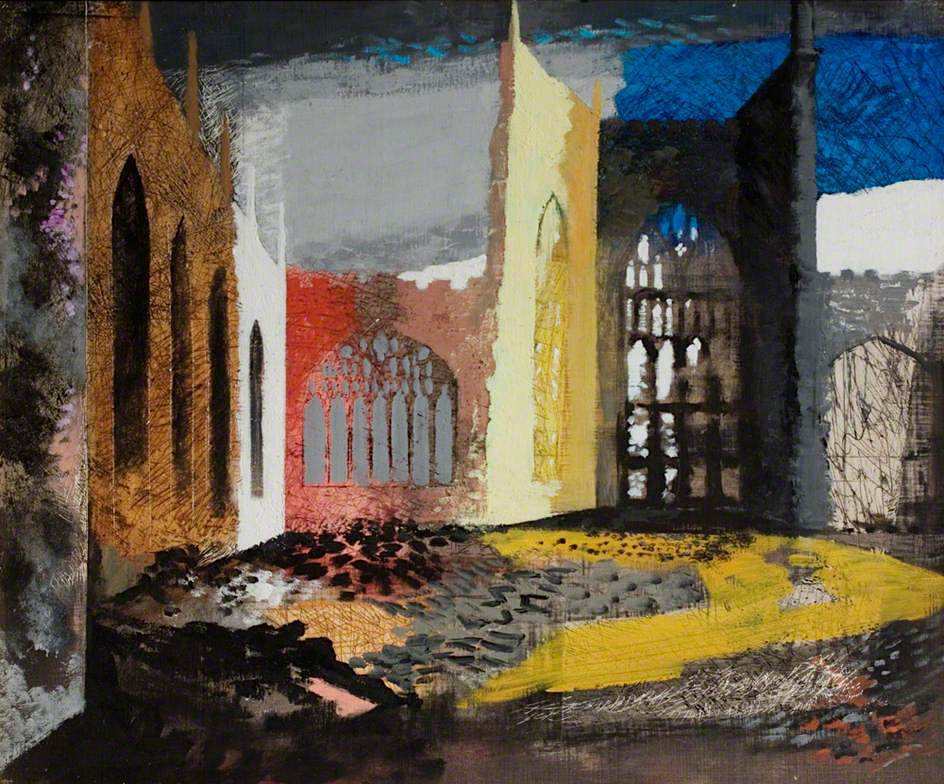
Interior of Coventry Cathedral, 15 November 1940 (1940)
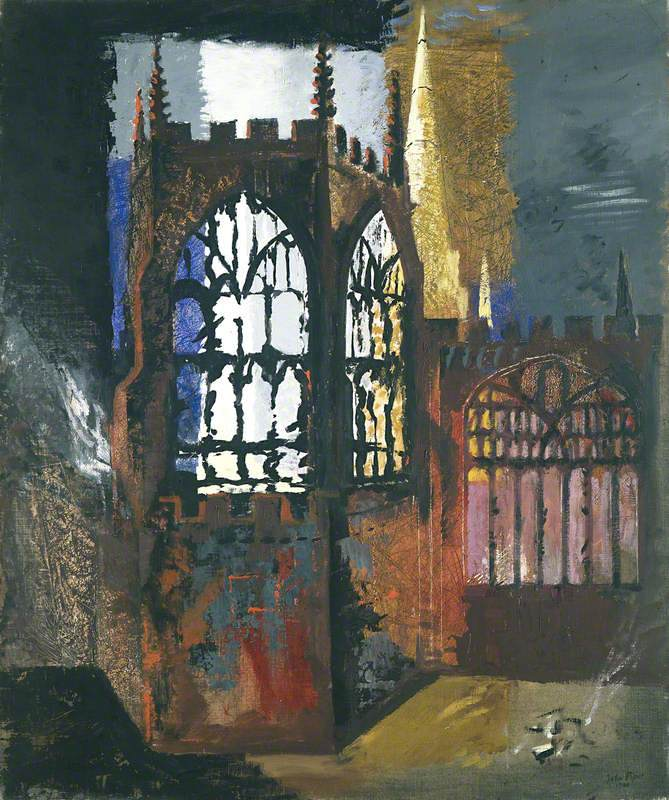
Coventry Cathedral, 15 November 1940 (1940)
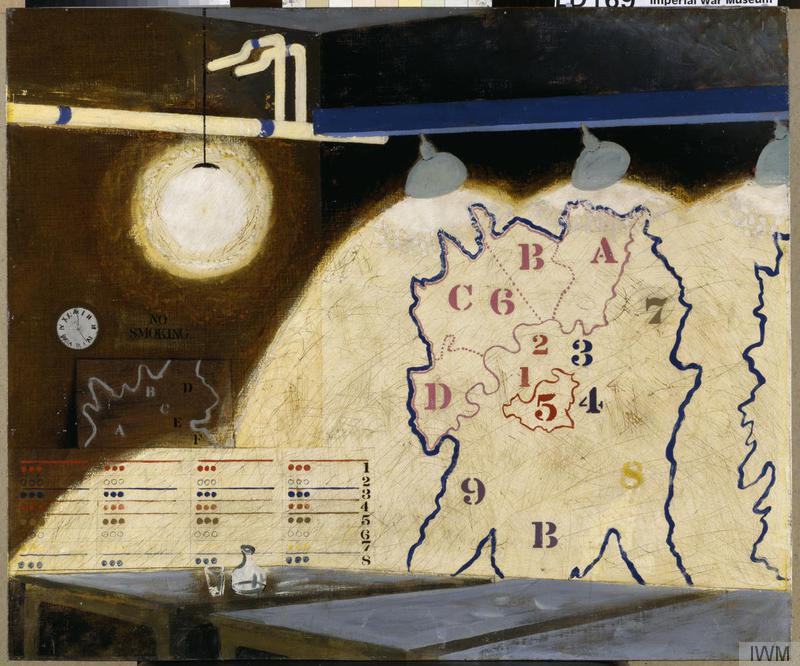
The Control-room at South-west Regional Headquarters, Bristol (1940)
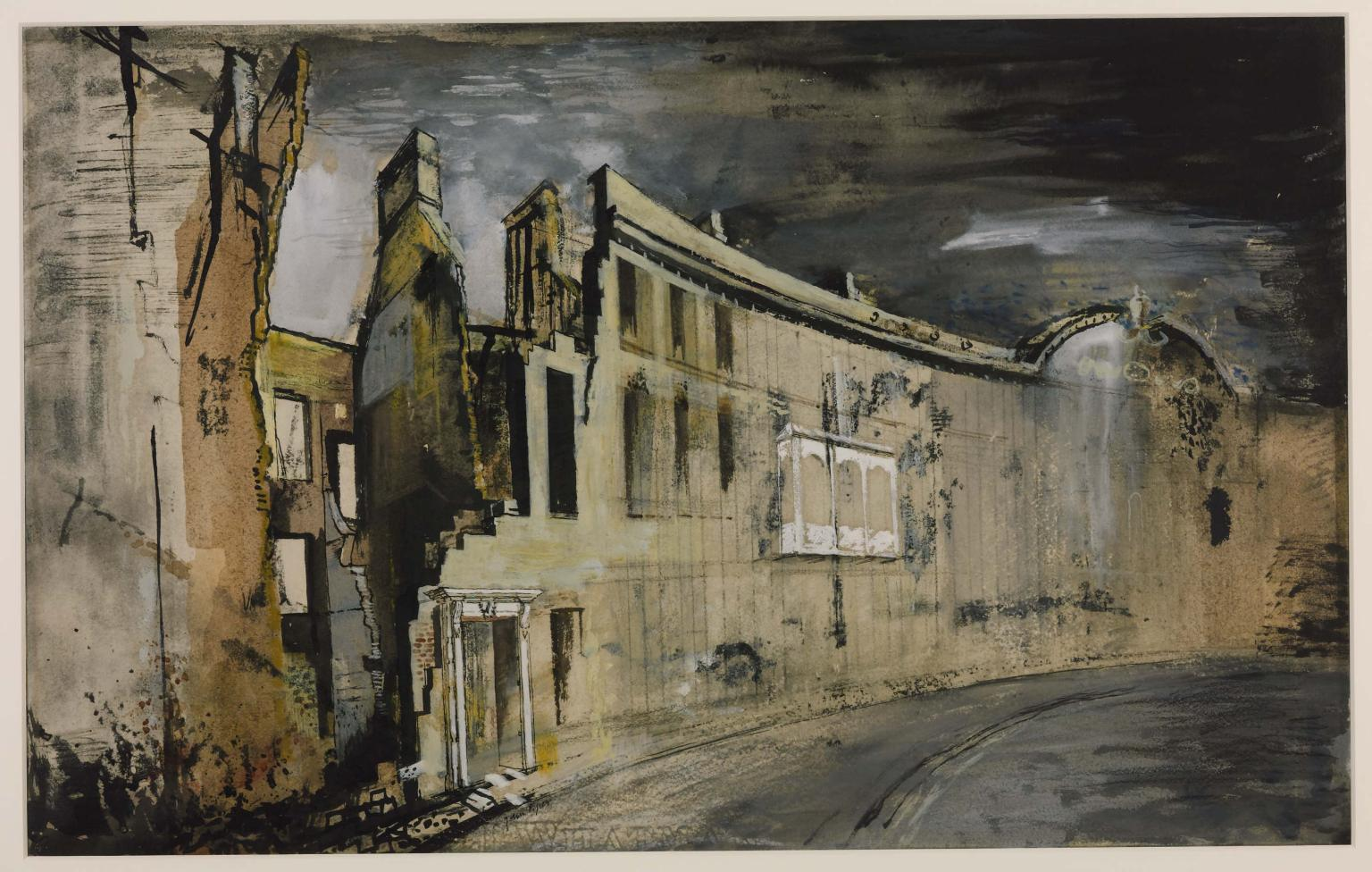
Somerset Place, Bath (1940)
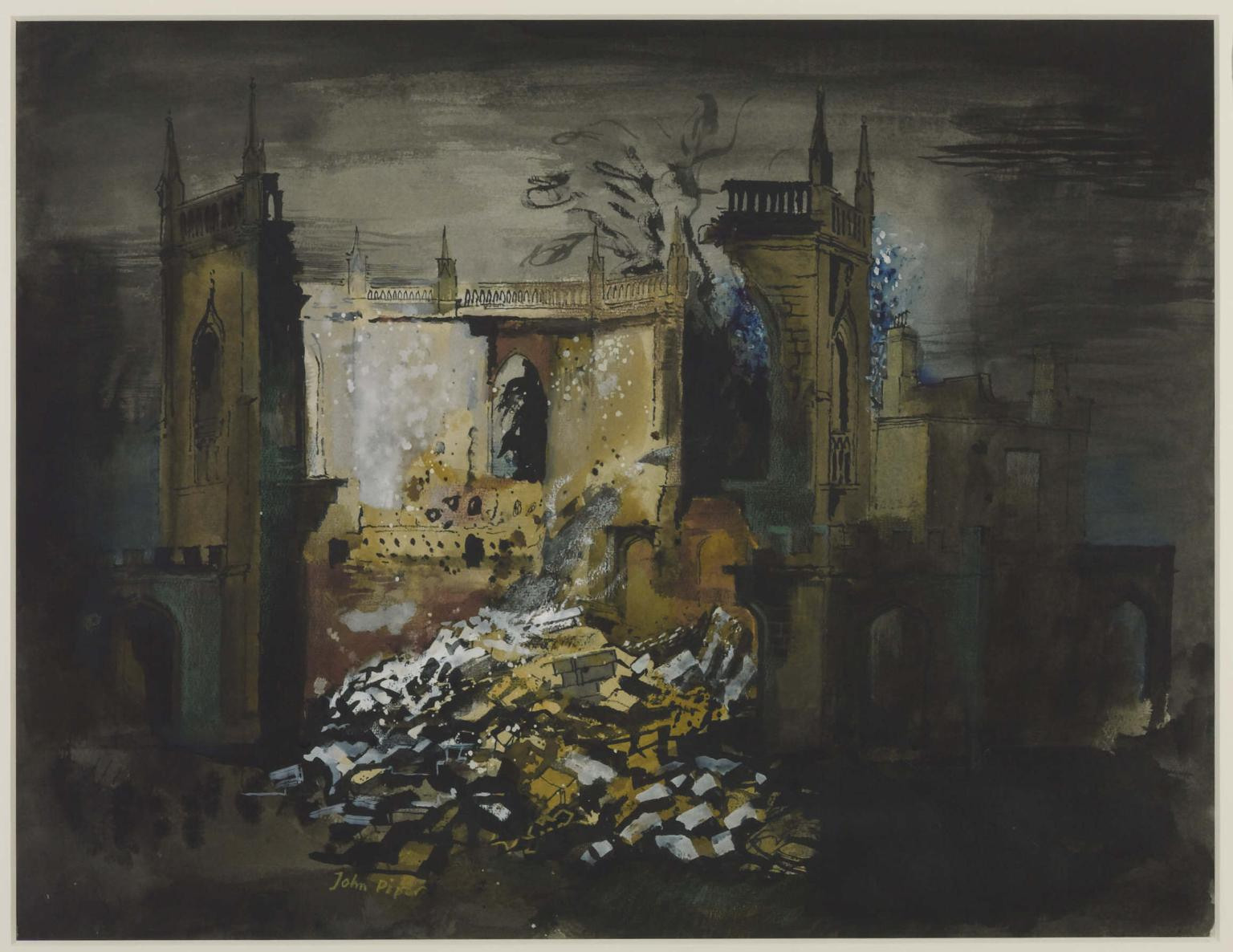
All Saints Chapel, Bath (1942)
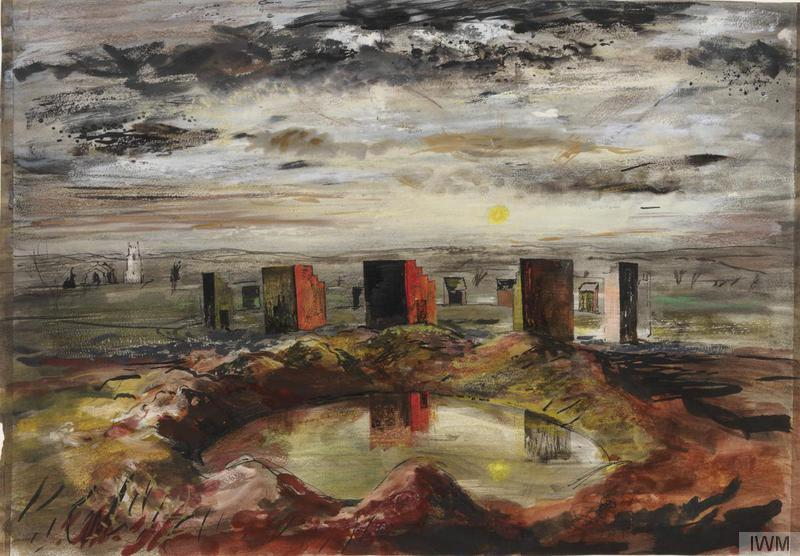
Shelter Experiments, near Woburn, Bedfordshire (1943)
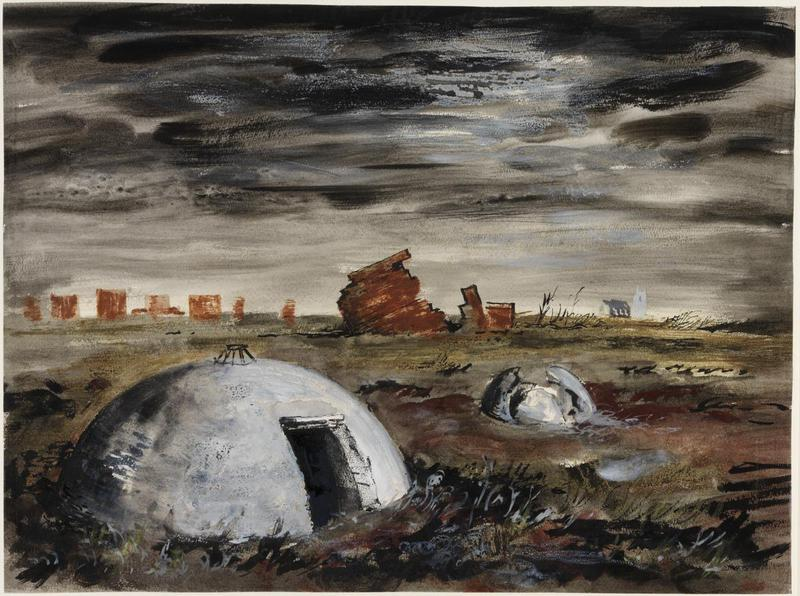
Shelter Experiments, near Woburn, Bedfordshire (1943)
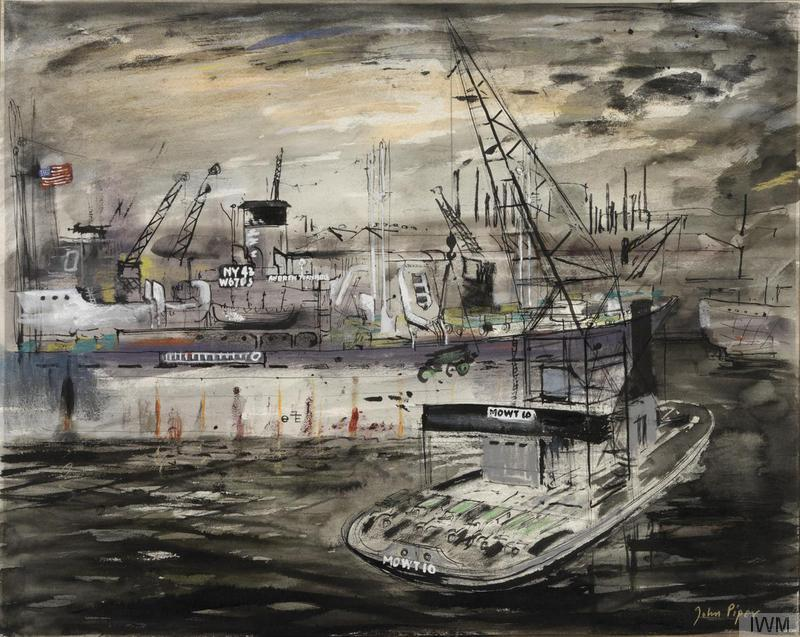
A Ministry of War Transport Crane unloading Armoured Cars and Lorries from American Ships, Cardiff (1944)